# Kanton Dinan-Ouest
Kanton Dinan-Ouest (fr. Canton de Dinan-Ouest) je francouzský kanton v departementu Côtes-d'Armor v regionu Bretaň. Tvoří ho 13 obcí.

## Obce kantonu
- Aucaleuc
- Bobital
- Brusvily
- Calorguen
- Dinan (západní část)
- Le Hinglé
- Plouër-sur-Rance
- Quévert
- Saint-Carné
- Saint-Samson-sur-Rance
- Taden
- Trélivan
- Trévron